# Jokipii
Jokipii är en tätort (finska: taajama) i Kurikka stad (kommun) i landskapet Södra Österbotten i Finland. Fram till 2016 låg Jokipii i Jalasjärvi kommun. Vid tätortsavgränsningen den 31 december 2021 hade Jokipii 260 invånare och omfattade en landareal av 1,85 kvadratkilometer.